# Setodes uranius
Setodes uranius là một loài Trichoptera trong họ Leptoceridae. Chúng phân bố ở miền Cổ bắc.